# Xenanthura victoriae
Xenanthura victoriae är en kräftdjursart som beskrevs av Brian Frederick Kensley och Marilyn Schotte 2000. Xenanthura victoriae ingår i släktet Xenanthura och familjen Hyssuridae.
Artens utbredningsområde är Seychellerna. Inga underarter finns listade i Catalogue of Life.